# José Francisco de Morais
José Francisco de Morais, genannt Morais, (* 1950 in Brasilien; † 12. April 1999 in Botucatu) war ein brasilianischer Fußballspieler. Er spielte hauptsächlich für den |Cruzeiro EC aus Belo Horizonte. Er gewann mit diesem Verein verschiedene nationale sowie internationale Meisterschaften. Morais war Teil der Mannschaft, die im  Finale des Weltpokals 1976 dem FC Bayern München unterlag.
Er gehörte zum Kader der Copa América 1975, wurde allerdings nicht eingesetzt.

## Erfolge
Cruzeiro
- Staatsmeisterschaft von Minas Gerais: 1972, 1973, 1974, 1975, 1977
- Staatspokal von Minas Gerais: 1973
- Copa Libertadores: 1976